# 板桥镇 (富顺县)
板桥镇，是中华人民共和国四川省自贡市富顺县下辖的一个乡镇级行政单位。2019年9月撤销富和乡，将其所属行政区域划归板桥镇管辖，板桥镇人民政府驻新西路13号。

## 行政区划
板桥镇下辖以下地区：
板桥坝社区、老顶寺村、张坝村、白房村、河坝村、万民村、吴庙村、柑竹湾村、王湾村、天台村、汪寺村、阳坝村、石龙村、千丘村、龙乘村和红岩村。